# Список подводных лодок ВМС Аргентины

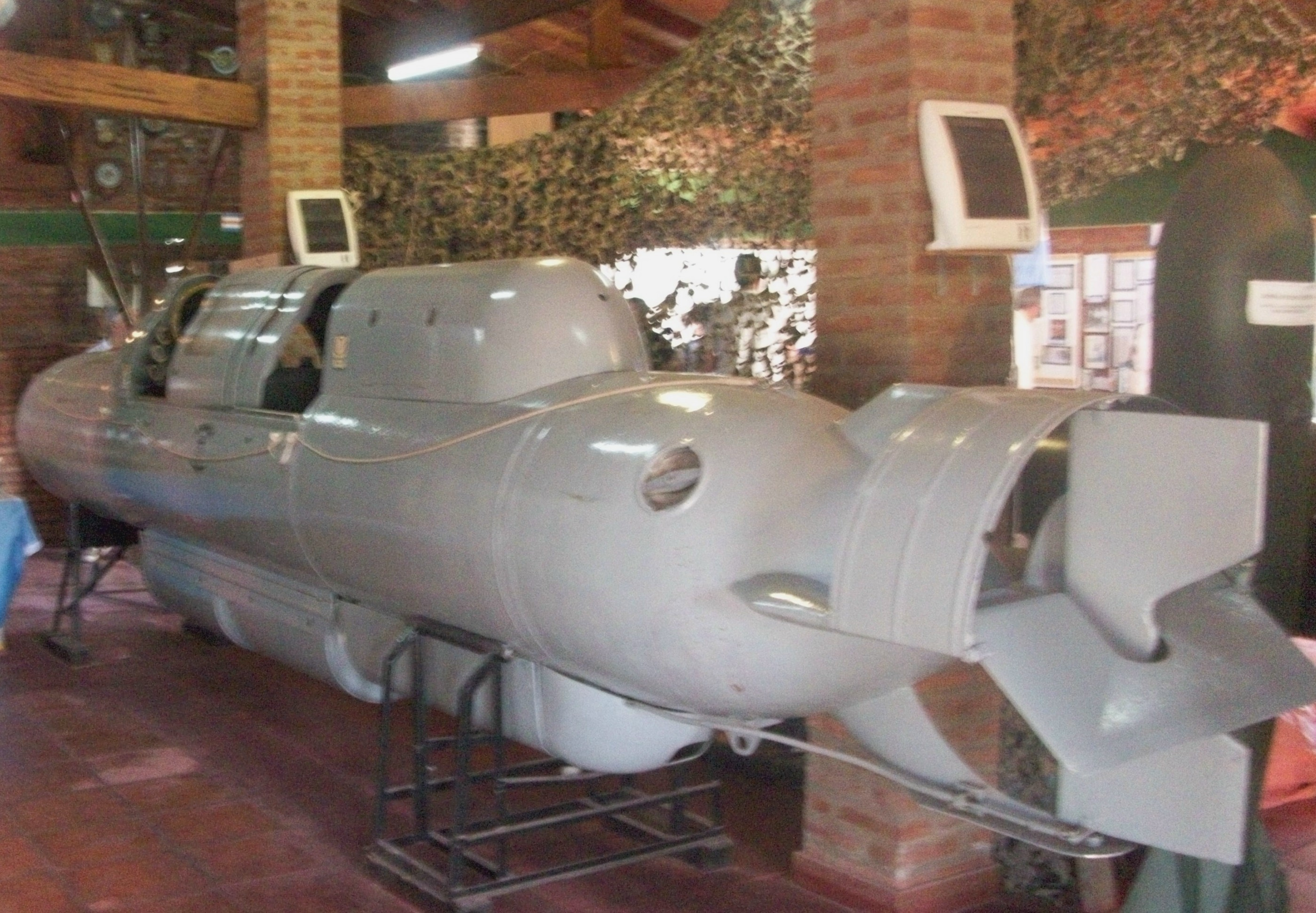
Человекоуправляемая торпеда CE2F/X100-T, разработанная аргентинскими ВМС для операций в холодных водах

Подводные лодки в составе Военно-морских сил Аргентины появились в начале 1930-х годов, когда в строй вступили три торпедных подводных лодки типа «Санта-Фе» итальянской постройки. Первенцев подводных сил Аргентины планировалось усилить тремя субмаринами французской постройки, но по разным причинам купить их не удалось. В конце Второй мировой войны в аргентинский порт Мар-дель-Плата прибыли две подводные лодки кригсмарине — U-530 и U-977. Однако интернированных «немцев» Буэнос-Айрес передал США. После войны Аргентина неоднократно получала на вооружение подлодки американской постройки. Последней из них стала субмарина «Сантьяго-дель-Эстеро» типа «Балао», бывшая USS Chivo (SS-341), прошедшая модернизацию по программе GUPPY. Закупка устаревшего американского вооружения продолжалась, пока в середине 1970-х в Германии не были построены подводные лодки проекта 209. Секции субмарин изготавливались в Европе, а собирались на верфи Tandanor под Буэнос-Айресом. Последним типом подлодок, принятых на вооружение ВМС Аргентины, являются «санта-крусы» (проект TR-1700) немецкой постройки. Таким образом, в Аргентине слабо развита собственная промышленность для строительства подводных лодок, хотя по сообщениям западных СМИ, на верфи «Рио-Сантьяго» (бывшая AFNE) возможно строительство субмарин. На вооружении стоят сравнительно устаревшие корабли.
По сообщениям латиноамериканских СМИ, Аргентина намерена достроить третью лодку проекта TR-1700 — ARA Santa Fe (S-43), находящуюся в 52 % готовности. Вместо дизельной энергетической установки планируется оснастить её ядерным реактором CAREM производства аргентинской фирмы INVAP.
Все аргентинские лодки входят в состав Командования подводных сил (COFS), место базирования их — военный порт Мар-дель-Плата. В названиях кораблей используется префикс ARA (от испанского Armada de la República Argentina — Военно-морские силы Аргентины), во флоте Аргентины принято называть подводные лодки в честь провинций на S.

## Подводные лодки ВМС Аргентины
| № вымпела                           | Наименование                                   | Иллюстрация                     | В составе флота                 | Выведена из состава флота       | Состояние                                                                                 | Примечания |
| подводные лодки типа «Санта-Фе»     | подводные лодки типа «Санта-Фе»                | подводные лодки типа «Санта-Фе» | подводные лодки типа «Санта-Фе» | подводные лодки типа «Санта-Фе» | подводные лодки типа «Санта-Фе»                                                           | подводные лодки типа «Санта-Фе» |
| ----------------------------------- | ---------------------------------------------- | ------------------------------- | ------------------------------- | ------------------------------- | ----------------------------------------------------------------------------------------- | --- |
| S-1                                 | ARA Santa Fe «Санта-Фе»                        |                                 | с 1933 года                     | 14 сентября 1956 года           | разобрана на металл                                                                       | |
| S-2                                 | ARA Santiago del Estero «Сантьяго-дель-Эстеро» |                                 | с 25 января 1933 года           | 23 апреля 1959 года             | разобрана на металл                                                                       | Первоначально № вымпела был S-3 |
| S-3                                 | ARA Salta «Сальта»                             |                                 | с 25 января 1933 года           | 3 августа 1960 года             | разобрана на металл                                                                       | Первоначально № вымпела был S-2 |
| подводные лодки типа «Балао»        |                                                |                                 |                                 |                                 |                                                                                           | |
| S-11                                | ARA Santa Fe «Санта-Фе»                        |                                 | с 27 июля 1960 года             | 1971 год                        | разобрана на металл                                                                       | бывшая USS Macabi (SS-375) |
| S-12                                | ARA Santiago del Estero «Сантьяго-дель-Эстеро» |                                 | с 11 августа 1960 года          | 1972 год                        | разобрана на металл                                                                       | бывшая USS Lamprey (SS-372) |
| GUPPY                               |                                                |                                 |                                 |                                 |                                                                                           | |
| S-21                                | ARA Santa Fe «Санта-Фе»                        |                                 | с 7 января 1971 года            | ?                               | Повреждена 25 апреля 1982 года во время Фолклендской войны Затоплена 20 февраля 1983 года | бывшая USS Catfish (SS-339) |
| S-22                                | ARA Santiago del Estero «Сантьяго-дель-Эстеро» |                                 | с января 1971 года              | 1983 год                        | разобрана на металл                                                                       | бывшая USS Chivo (SS-341) |
| подводные лодки типа 209            |                                                |                                 |                                 |                                 |                                                                                           | |
| S-31                                | ARA Salta «Сальта»                             |                                 | с 7 марта 1974 года             |                                 | в строю                                                                                   | |
| S-32                                | ARA San Luis «Сан-Луис»                        |                                 | с 24 мая 1974 года              | 23 апреля 1997 года             | хранится на верфи Astillero Almirante Storni (бывшая MMDG)                                | |
| / Подводные лодки типа «Санта-Крус» |                                                |                                 |                                 |                                 |                                                                                           | |
| S-41                                | ARA Santa Cruz «Санта-Крус»                    |                                 | с 18 октября 1984 года          |                                 | в строю                                                                                   | |
| S-42                                | ARA San Juan «Сан-Хуан»                        |                                 | с 19 ноября 1985 года           |                                 |                                                                                           | Пропала 15 ноября 2017 года. Обнаружена 16.11.2018 на дне на глубине 800 метров поблизости от полуострова Вальдес, со следами взрыва. |
| S-43                                | ARA Santa Fe «Санта-Фе»                        |                                 |                                 |                                 | постройка прекращена при 52 % готовности                                                  | |
| S-44                                | ARA Santiago del Estero «Сантьяго-дель-Эстеро» |                                 |                                 |                                 | постройка прекращена при 30 % готовности                                                  | На фотографии корпус недостроенной субмарины на заднем плане справа                                                                   |
| S-45                                |                                                |                                 |                                 |                                 | Строительство отменено. Элементы корабля использовались на запчасти.                      | |
| S-46                                |                                                |                                 |                                 |                                 | Строительство отменено. Элементы корабля использовались на запчасти.                      | |